# Chiesa di San Pietro Apostolo (Cles)
La chiesa di San Pietro Apostolo è una chiesa sussidiaria a Maiano, frazione di Cles, in Trentino. Risale ad un periodo compreso tra XIII e XIV secolo.

## Storia

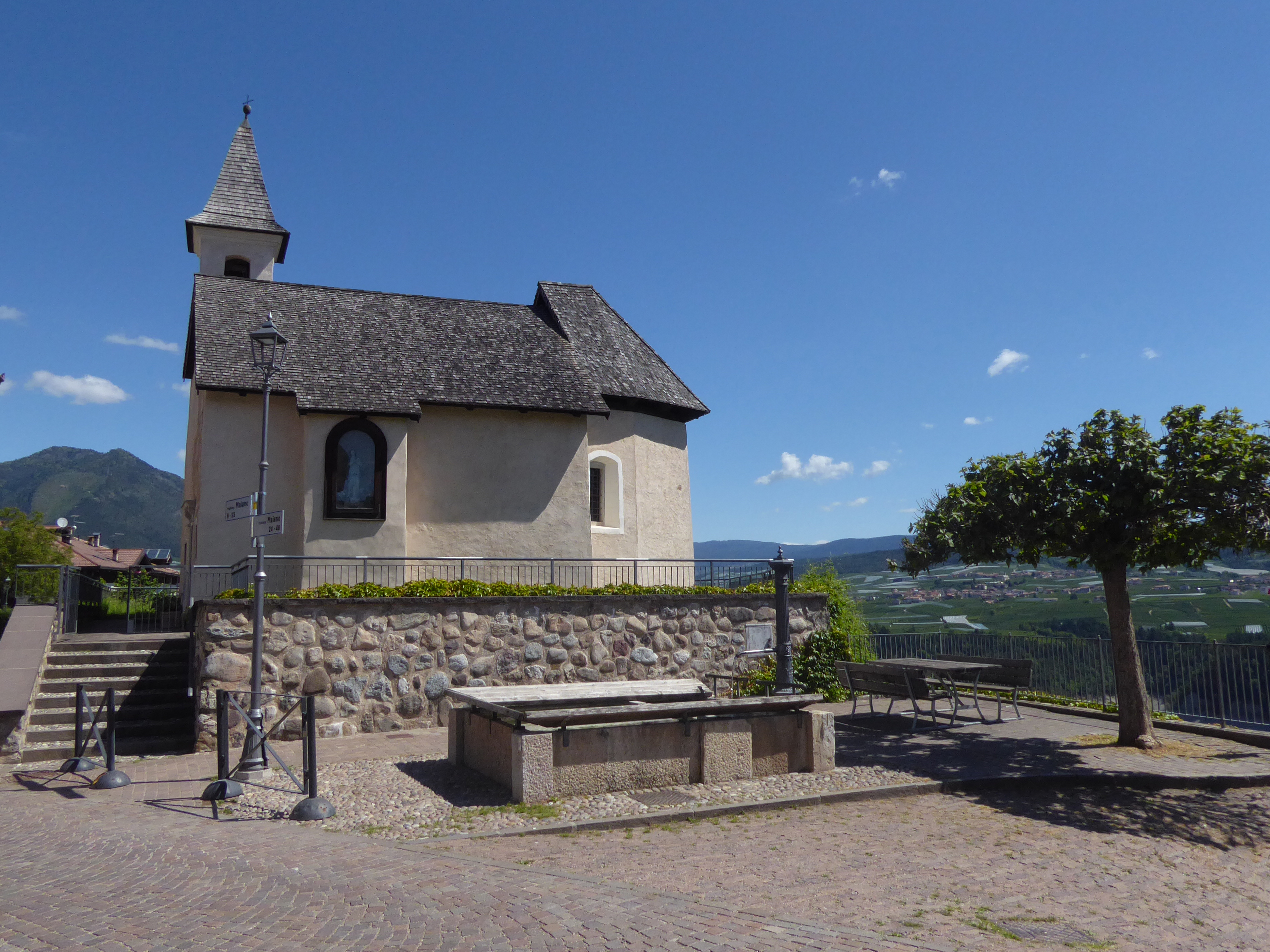
Vista dalla piazzetta

L'erezione della primitiva chiesa è avvenuta quasi certamente entro il XIV secolo o in epoca di poco precedente. 
Alla fine del 1399 gli affreschi nella navata e nell'abside erano stati già eseguiti e nel XV secolo vennero affrescate le pareti esterne. 
La chiesa intitolata a San Pietro nella località di Maiano viene citata per la prima volta nel 1467 in un documento relativo all'investitura del vescovo di Trento Giovanni Hinderbach.
Carlo Emanuele Madruzzo nel 1649 ne dispose la ricostruzione, e il lavoro venne eseguito portando in breve tempo la chiesa all'aspetto che ci è pervenuto. In quell'occasione venne eretto anche il campanile.
Nel XVIII secolo fu aggiunta la sacrestia e un secolo dopo venne effettuato un restauro al fine di conservare le strutture, anche se quasi certamente durante tali lavori vennero deteriorati gli affreschi.
Col XX secolo si iniziarono altri restauri, venne a più riprese sistemata la copertura e rinforzata la muratura a sostegno del terrapieno.
Si iniziò poi a recuperare la parte affrescata lavorando sugli intonaci, si ripulirono le parti in marmo e vennero ulteriormente rinforzate le strutture anche provvedendo al drenaggio delle acque. Tra gli ultimi interventi è stata posizionata l'illuminazione esterna ed è stata rimossa la piccola tettoia esterna. Recenti scavi hanno fatto ritrovare resti di antiche sepolture.

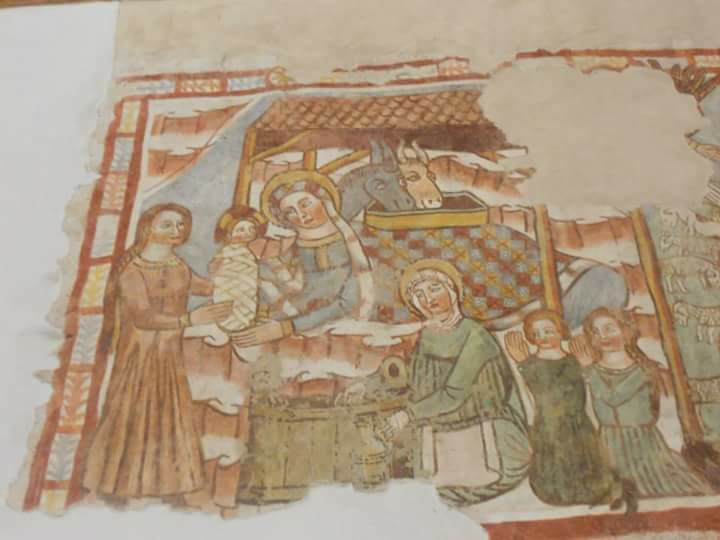
Particolare di un affresco della Natività